# King Booker's Court
King Booker's Court was een stable van professioneel worstelaars dat actief was in de World Wrestling Entertainment (WWE) op SmackDown!. Het team werd gevormd nadat Booker T (King Booker) de King of the Ring toernooi won. Het team bestond uit King Booker, zijn vrouw Queen Sharmell, William Regal (later Sir William Regal) en Finlay (later Sir Finlay).

## Leden
- King Booker - (26 mei 2006 - 6 april 2007)
- Queen Sharmell - (26 mei 2006 - 6 april 2007)
- Sir William Regal - (26 mei 2006 - 8 oktober 2006)
- Sir Finlay - (25 augustus 2006 - 6 oktober 2006)
- Little Bastard - (25 augustus 2006 - 6 oktober 2006)

## Kampioenschappen en prestaties
- World Wrestling Entertainment
  - King of the Ring (2006) - King Booker
  - WWE United States Championship (1 keer) - Finlay
  - World Heavyweight Championship (1 keer) - King Booker